# 42-й гвардейский корпусной артиллерийский полк
42-й гвардейский корпусной артиллерийский полк — воинская часть вооружённых сил СССР в Великой Отечественной войне.

## История
Полк сформирован в марте 1942 года. На вооружении полка состояли 122-мм пушки.
В составе действующей армии с 28 марта 1942 по 13 октября 1942 и с 5 ноября 1942 по 9 мая 1945 года.
По формировании направлен на фронт, в район Малой Вишеры, где вошёл в состав 6-го гвардейского стрелкового корпуса, с которым в дальнейшем прошёл весь боевой путь.
В первые бои вступил в ходе Синявинской операции 1942 года и понёс большие потери, в некоторых источниках полк называется уничтоженным в окружении под Синявино.
В октябре 1943 года полк передавался в оперативное подчинение 195-й стрелковой дивизии, и вместе с ней ведёт бои за Днепродзержинск.
11 марта 1945 года две батареи полка были приданы 64-му стрелковому корпусу для отражения наступления в районе Сабаш, Надькорпад (Балатонская оборонительная операция).

## Подчинение
| Дата            | Фронт (округ)                                              | Армия                 | Корпус                            | Дивизия | Бригада | Примечания |
| --------------- | ---------------------------------------------------------- | --------------------- | --------------------------------- | ------- | ------- | ---------- |
| 01.05.1942 года | Ленинградский фронт (Группа войск Волховского направления) | -                     | 6-й гвардейский стрелковый корпус | -       | -       | -          |
| 01.06.1942 года | Ленинградский фронт (Волховская группа войск)              | -                     | 6-й гвардейский стрелковый корпус | -       | -       | -          |
| 01.07.1942 года | Волховский фронт                                           | -                     | 6-й гвардейский стрелковый корпус | -       | -       | -          |
| 01.08.1942 года | Волховский фронт                                           | -                     | 6-й гвардейский стрелковый корпус | -       | -       | -          |
| 01.09.1942 года | Волховский фронт                                           | 8-я армия             | 6-й гвардейский стрелковый корпус | -       | -       | -          |
| 01.10.1942 года | Волховский фронт                                           | 2-я ударная армия     | 6-й гвардейский стрелковый корпус | -       | -       | -          |
| 01.11.1942 года | Резерв Ставки ВГК                                          | 4-я резервная армия   | 6-й гвардейский стрелковый корпус | -       | -       | -          |
| 01.12.1942 года | Юго-Западный фронт                                         | 1-я гвардейская армия | 6-й гвардейский стрелковый корпус | -       | -       | -          |
| 01.01.1943 года | Юго-Западный фронт                                         | 1-я гвардейская армия | 6-й гвардейский стрелковый корпус | -       | -       | -          |
| 01.02.1943 года | Юго-Западный фронт                                         | 1-я гвардейская армия | 6-й гвардейский стрелковый корпус | -       | -       | -          |
| 01.03.1943 года | Юго-Западный фронт                                         | 1-я гвардейская армия | 6-й гвардейский стрелковый корпус | -       | -       | -          |
| 01.04.1943 года | Юго-Западный фронт                                         | 1-я гвардейская армия | 6-й гвардейский стрелковый корпус | -       | -       | -          |
| 01.05.1943 года | Юго-Западный фронт                                         | 1-я гвардейская армия | 6-й гвардейский стрелковый корпус | -       | -       | -          |
| 01.06.1943 года | Юго-Западный фронт                                         | 1-я гвардейская армия | 6-й гвардейский стрелковый корпус | -       | -       | -          |
| 01.07.1943 года | Юго-Западный фронт                                         | 1-я гвардейская армия | 6-й гвардейский стрелковый корпус | -       | -       | -          |
| 01.08.1943 года | Юго-Западный фронт                                         | 1-я гвардейская армия | 6-й гвардейский стрелковый корпус | -       | -       | -          |
| 01.09.1943 года | Юго-Западный фронт                                         | 1-я гвардейская армия | 6-й гвардейский стрелковый корпус | -       | -       | -          |
| 01.10.1943 года | Юго-Западный фронт                                         | 1-я гвардейская армия | 6-й гвардейский стрелковый корпус | -       | -       | -          |
| 01.11.1943 года | 3-й Украинский фронт                                       | 46-я армия            | 6-й гвардейский стрелковый корпус | -       | -       | -          |
| 01.12.1943 года | 3-й Украинский фронт                                       | 46-я армия            | 6-й гвардейский стрелковый корпус | -       | -       | -          |
| 01.01.1944 года | 3-й Украинский фронт                                       | 46-я армия            | 6-й гвардейский стрелковый корпус | -       | -       | -          |
| 01.02.1944 года | 3-й Украинский фронт                                       | 46-я армия            | 6-й гвардейский стрелковый корпус | -       | -       | -          |
| 01.03.1944 года | 3-й Украинский фронт                                       | 46-я армия            | 6-й гвардейский стрелковый корпус | -       | -       | -          |
| 01.04.1944 года | 3-й Украинский фронт                                       | 37-я армия            | 6-й гвардейский стрелковый корпус | -       | -       | -          |
| 01.05.1944 года | 3-й Украинский фронт                                       | 37-я армия            | 6-й гвардейский стрелковый корпус | -       | -       | -          |
| 01.06.1944 года | 3-й Украинский фронт                                       | 37-я армия            | 6-й гвардейский стрелковый корпус | -       | -       | -          |
| 01.07.1944 года | 3-й Украинский фронт                                       | 37-я армия            | 6-й гвардейский стрелковый корпус | -       | -       | -          |
| 01.08.1944 года | 3-й Украинский фронт                                       | 37-я армия            | 6-й гвардейский стрелковый корпус | -       | -       | -          |
| 01.09.1944 года | 3-й Украинский фронт                                       | 37-я армия            | 6-й гвардейский стрелковый корпус | -       | -       | -          |
| 01.10.1944 года | 3-й Украинский фронт                                       | 37-я армия            | 6-й гвардейский стрелковый корпус | -       | -       | -          |
| 01.11.1944 года | 3-й Украинский фронт                                       | 37-я армия            | 6-й гвардейский стрелковый корпус | -       | -       | -          |
| 01.12.1944 года | 3-й Украинский фронт                                       | 57-я армия            | 6-й гвардейский стрелковый корпус | -       | -       | -          |
| 01.01.1945 года | 3-й Украинский фронт                                       | 57-я армия            | 6-й гвардейский стрелковый корпус | -       | -       | -          |
| 01.02.1945 года | 3-й Украинский фронт                                       | 57-я армия            | 6-й гвардейский стрелковый корпус | -       | -       | -          |
| 01.03.1945 года | 3-й Украинский фронт                                       | 57-я армия            | 6-й гвардейский стрелковый корпус | -       | -       | -          |
| 01.04.1945 года | 3-й Украинский фронт                                       | 57-я армия            | 6-й гвардейский стрелковый корпус | -       | -       | -          |
| 01.05.1945 года | 3-й Украинский фронт                                       | 57-я армия            | 6-й гвардейский стрелковый корпус | -       | -       | -          |